# Festucula vermiformis
Espèce
Festucula vermiformis est une espèce d'araignées aranéomorphes de la famille des Salticidae.

## Distribution
Cette espèce se rencontre en Égypte, au Soudan et en Israël.

## Description
Les femelles mesurent de 8 à 10 mm.

## Publication originale
- Simon, 1901 : Descriptions d'arachnides nouveaux de la famille des Attidae (suite). Annales de la Société Entomologique de Belgique, vol. 45, p. 141-161 (texte intégral).